# .510 Whisper
.510 Whisper — великокаліберний набій, розроблений компанією SSK Industries для використання у безшумних гвинтівках. Набій здійснює постріл кулею .51-го калібру вагою 750 гран (49 г) з початковою швидкістю 320 м/с.

## Історія
.510 Whisper є найбільшим у родині патронів Whisper, розробленій засновником компанії SSK Industries J.D. Джонсом у 1990-ті роки. Він створений на основі .338 Lapua Magnum, гільза якого була скорочена до 1,875 дюйма (47,6 мм) а її дульце розширене до калібру 0,510 дюйми (13,0 мм). Товщина стінки дульця була зменшена до 0,013 дюйми (0,33 мм). Загальна довжина набою дорівнює 3,34 дюйма (85 мм).

## Характеристики
Попри великий калібр набій є дуже тихим, гучність пострілу із глушником така ж, як у малокаліберного .22 Short. З використанням куль із високим балістичним коефіцієнтом втрата швидкості не перевищує 100 фут/с (30 м/с) на відстані більше 500 ярдів. При цьому енергія кулі на такій відстані більша, ніж у поширених набоїв 30-го калібру, таких, як .308 Winchester або .300 Winchester Magnum. Снайперська гвинтівка SAKO TRG-S при стрільбі цим набоєм має точність 1 MOA та навіть краще на дистанції у 600 ярдів.
Стволи для конвертації гвинтівок у цей калібр, а також обладнання для самостійного спорядження набоїв виготовляє компанія SSK. Гвинтівка Sako TRG-S є найпопулярнішою зброєю для переробки на цей калібр. Thompson Center Encore також придатна для цього, але ця гвинтівка є залегкою для стрільби цим набоєм, який має досить значний відбій, особливо при стрільбі кулями вагою 950 гран (62 г).